# Mrazekita
La mrazekita és un mineral de la classe dels fosfats. Va ser acceptada com a espècie mineral vàlida per l'Associació Mineralògica Internacional l'any 1990. Rep el seu nom en honor de Honors Zdenek Mrázek (1952-1984), que va recollir les primeres mostres del mineral i en va reconèixer les seves característiques inusuals.

## Característiques
La mrazekita és un fosfat de fórmula química Bi₂Cu₃(PO₄)₂O₂(OH)₂·H₂O. Cristal·litza en el sistema monoclínic en cristalls aciculars o esvelts, tabulars en 101, allargats al llarg de [010] o [201], amb terminacions de falca, de fins a 2 mm; i també en roseteso esfèrules de cristalls aciculars radials, i a com crostes. La seva duresa a l'escala de Mohs és 2 a 3.
Segons la classificació de Nickel-Strunz, la mrazekita pertany a «08.DJ: Fosfats, etc, amb cations de mida mitjana i gran, (OH, etc.):RO₄ = 1:1» juntament amb els següents minerals: johnwalkita, olmsteadita, gatumbaïta, camgasita, fosfofibrita, meurigita-K, meurigita-Na, jungita, wycheproofita, ercitita i attikaïta.

## Formació i jaciments
La mrazekita és un mineral secundari rar format per l'oxidació de sulfurs polimetàl·lics. Ha estat trobada majoritàriament a Europa, a Ullerseuth (Turíngia, Alemanya), Lautertal (Hessen, Alemanya), a Ľubietová (Regió de Banská Bystrica, Eslovàquia), Ste Marie-aux-Mines (Alsàcia, França), Aldeia Nova Districte de Viseu, Portugal), Jáchymov (Bohèmia, República Txeca), i als monts Banat, (Caraş-Severin, Romania). L'únic indret on ha estat trobada fora d'Europa és el riu Morass (Victòria, Austràlia).
Sol trobar-se associada a altres minerals com: Calcopirita, tetraedrita, calcocita, malaquita, piromorfita, pseudomalaquita, libethenita, reichenbachita, beudantita, bismutita, mixita, crisocol·la.